# 准如
准如（1577年-1631年），或稱本願寺准如，諱光昭，是淨土真宗（一向宗）西本願寺派第12代法主。父親是本願寺第11代住持顯如，母親如春尼是三條公賴的女兒，細川晴元的養女。兄長是本願寺教如。
1570年至1580年，准如父親顯如起兵反對織田信長，稱為一向一揆。在石山合戰中，顯如不敵信長，透過朝廷斡旋，與信長談和，但顯如的長男教如稱兵頑抗，顯如於是改立三男准如為儲君。
1582年本能寺之變信長被害，而後陽成天皇說項，顯如赦免教如，1592年顯如圓寂，教如繼承法主之位。次年，豐臣秀吉罷黜教如，由准如繼承法主。1602年德川家康因為與教如素有情誼，將一向宗分為二派，即西本願寺派、東本願寺派，立教如為東派法主，准如為西派法主。

## 關連項目
- 本願寺顯如
- 本願寺教如
- 西本願寺派
- 西本願寺